# Schistes geoffroyi
Schistes geoffroyi е вид птица от семейство Колиброви (Trochilidae), единствен представител на род Schistes.

## Разпространение
Видът е разпространен в Боливия, Венецуела, Еквадор, Колумбия и Перу.